# 명주 삼산리 소나무

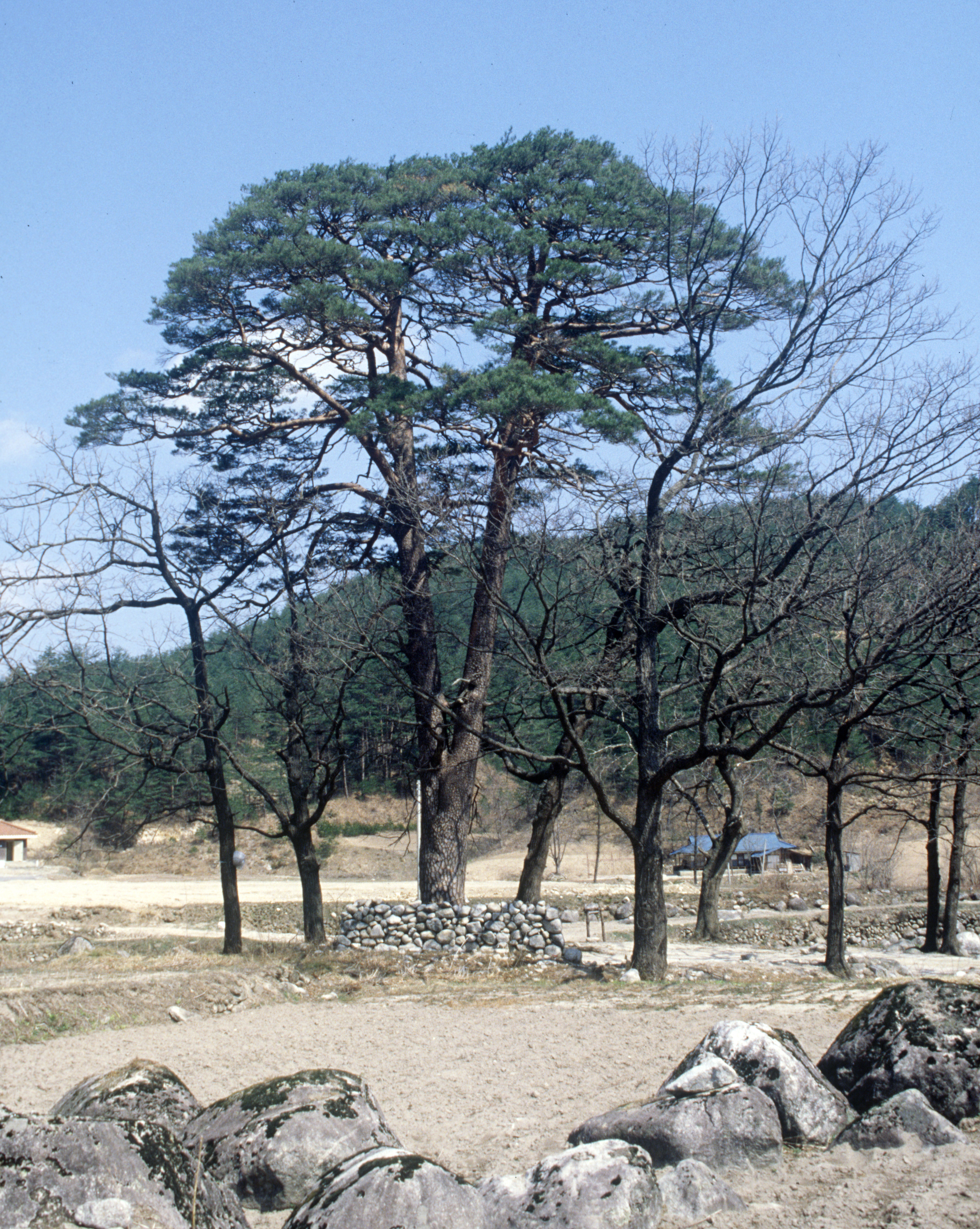
명주 삼산리 소나무

명주 삼산리 소나무는 대한민국의 천연기념물이었다. 2000년부터 수세가 약화되며 자연 고사하여 국가지정문화재로서의 가치를 상실하였다.